# Даны

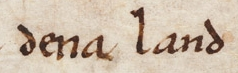
Упоминание о земле данов (Dena land) в «Беовульфе»

Даны — древнегерманское племя, населявшее территорию нынешних Швеции, Норвегии и Дании. Первое упоминание о данах восходит к VI веку н. э. в рукописях историка Иордана. В ходе Великого переселения народов даны заселили полуостров Ютландия, вытеснив оттуда древнегерманские племена ютов и англов, а затем создали там королевство Дания. Считается, что название племени дало название территории «Датская марка», то есть «марка данов».

## Даны в эпоху викингов
В эпоху викингов даны активно осваивали Ютландию и Зеландию, а также южную часть современной Швеции. В начале XI в. н. э. короли данов управляли Данией и Англией как единым королевством в течение почти 20 лет.
В XI—XIII веках данами в Европе нередко называли всех выходцев из Скандинавии. Так, известный германский хронист XI века Титмар Мерзебургский называл данами жителей Киева — столицы Киевской Руси.

## Данелаг
Данелаг (область датского права; др.-англ. Dena lagu; дат. Danelagen; англ. Danelaw) — территория в северо-восточной части Англии, отличающаяся особыми правовой и социальной системами, унаследованными от датских викингов, завоевавших эти земли в IX веке. После восстановления власти англосаксонских королей над Данелагом в начале X века скандинавское право и обычаи были сохранены, а многие перешли в общеанглийскую практику. Специфика юридической системы северо-восточной Англии пережила нормандское завоевание и продолжала существовать в течение всего средневековья.

## Наследие данов
Свидетельством сильного датского влияния в северных и восточных областях Англии являются местные топонимы, значительная часть которых имеет датское происхождение. Например, в восточном графстве Линкольншир это подтверждается в случае больше половины названий населенных пунктов. В основном для них характерны три варианта: сочетание датского собственного имени с древнеанглийским суффиксом «-tun», обозначающим деревню, хутор; сочетание датского собственного имени с датским же суффиксом «-by», эквивалентом «-tun»; сочетание датского имени с суффиксом «-thorp», то есть «деревушка», «выселки».
В современном английском языке осталось около 600 слов скандинавского происхождения, включая личные местоимения третьего лица множественного числа (англ. they, them, their, в отличие от собственно др.-англ. hie, him, hira), а также такие термины, как law (закон, право), husband (муж), window (окно), ill (больной), happy (счастливый). Ср. также такие пары как skirt 'юбка' (скандинавское) и shirt 'рубашка' (английское).
На территории бывшего Данелага существует значительное число археологических памятников периода господства викингов в этой части Англии, из которых наиболее важными являются древний Йорк, столица скандинавского королевства в X веке, и захоронения в Ингольдсби.